# Popugaj, govorjasjjij na idisj
Popugaj, govorjasjjij na idisj (russisk: Попугай, говорящий на идиш) er en sovjetisk-tysk spillefilm fra 1990 af Efraim Sevela.

## Medvirkende
- Ramaz Ioseliani som Yankel Lapidus
- Avangard Leontjev som Zaremba
- Marina Politsejmako som Pani Lapidus
- Semjon Farada
- Algis Matulionis som Kurt